# België op het Eurovisiesongfestival 1978
Avant-première Eurovision 1978 was de Belgische preselectie voor het Eurovisiesongfestival 1978, dat gehouden zou worden in de Franse hoofdstad Parijs.
De voorronde in 1978 werd wel erg snel afgehandeld. In 30 minuten was alles in kannen en kruiken. Onder de acht kandidaten enkele oude bekenden: Jean Vallée, Adamo's zus Delizia, Jacques Hustin en Franck Olivier. Een jury van experten wees op het einde van de uitzending Jean Vallées ballade L'amour ça fait chanter la vie aan als winnaar.
Ondanks hoongelach in de Vlaamse pers ging het in Parijs voor Jean Vallée bijzonder goed. Zijn nummer eindigde als tweede op twintig, na Israël. Nog nooit had een Belgisch liedje zo goed gescoord.

## Uitslag
| Plaats | Artiest        | Lied                           |
| ------ | -------------- | ------------------------------ |
| 1      | Jean Vallée    | L'amour ça fait chanter la vie |
| 2      | Henri Seroka   | L'Odyssée                      |
| 2      | Frank Michael  | À qui parler d'amour           |
| 2      | Jacques Hustin | L'an 2000 c'est demain         |
| 2      | Paul Louka     | Le vieux marin                 |
| 2      | Delizia        | Qui viendra réinventer l'amour |
| 2      | Marc Farell    | Confidence pour confidence     |
| 2      | Franck Olivier | La fête                        |

## In Parijs
In Parijs moest België aantreden als 10de net na Zwitserland en voor Nederland.
Na de puntentelling bleek dat Jean Vallée op een 2de plaats was geëindigd met een totaal van 125 punten.
Nederland had het 5 punten over voor de inzending.

### Gekregen punten

#### Finale
| 12 punten                                                          | 10 punten                        | 8 punten    | 7 punten                         | 6 punten           |
| ------------------------------------------------------------------ | -------------------------------- | ----------- | -------------------------------- | ------------------ |
| - Frankrijk - Griekenland - Ierland - Monaco - Verenigd Koninkrijk | - Zwitserland                    |             | - Luxemburg - Israël - Noorwegen | - Finland - Italië |
| 5 punten                                                           | 4 punten                         | 3 punten    | 2 punten                         | 1 punt             |
| - Nederland                                                        | - Oostenrijk - Portugal - Zweden | - Duitsland | - Spanje                         |                    |

### Punten gegeven door België

#### Finale
Punten gegeven in de finale:
| 12 punten | Israël              |
| 10 punten | Ierland             |
| 8 punten  | Frankrijk           |
| 7 punten  | Zwitserland         |
| 6 punten  | Monaco              |
| 5 punten  | Duitsland           |
| 4 punten  | Verenigd Koninkrijk |
| 3 punten  | Luxemburg           |
| 2 punten  | Spanje              |
| 1 punt    | Italië              |

1956 · 1957 · 1958 · 1959 · 1960 · 1961 · 1962 · 1963 · 1964 · 1965 · 1966 · 1967 · 1968 · 1969 · 1970 · 1971 · 1972 · 1973 · 1974· 1975 · 1976 · 1977 · 1978 · 1979 · 1980 · 1981 · 1982 · 1983 · 1984 · 1985 · 1986 · 1987 · 1988 · 1989 · 1990 · 1991 · 1992 · 1993 · 1994 · 1995 · 1996 · 1997 · 1998 · 1999 · 2000 · 2001 · 2002 · 2003 · 2004 · 2005 · 2006 · 2007 · 2008 · 2009 · 2010 · 2011 · 2012 · 2013 · 2014 · 2015 · 2016 · 2017 · 2018 · 2019 · 2020 · 2021 · 2022 · 2023 · 2024 · 2025